# Robert Singer (produtor)

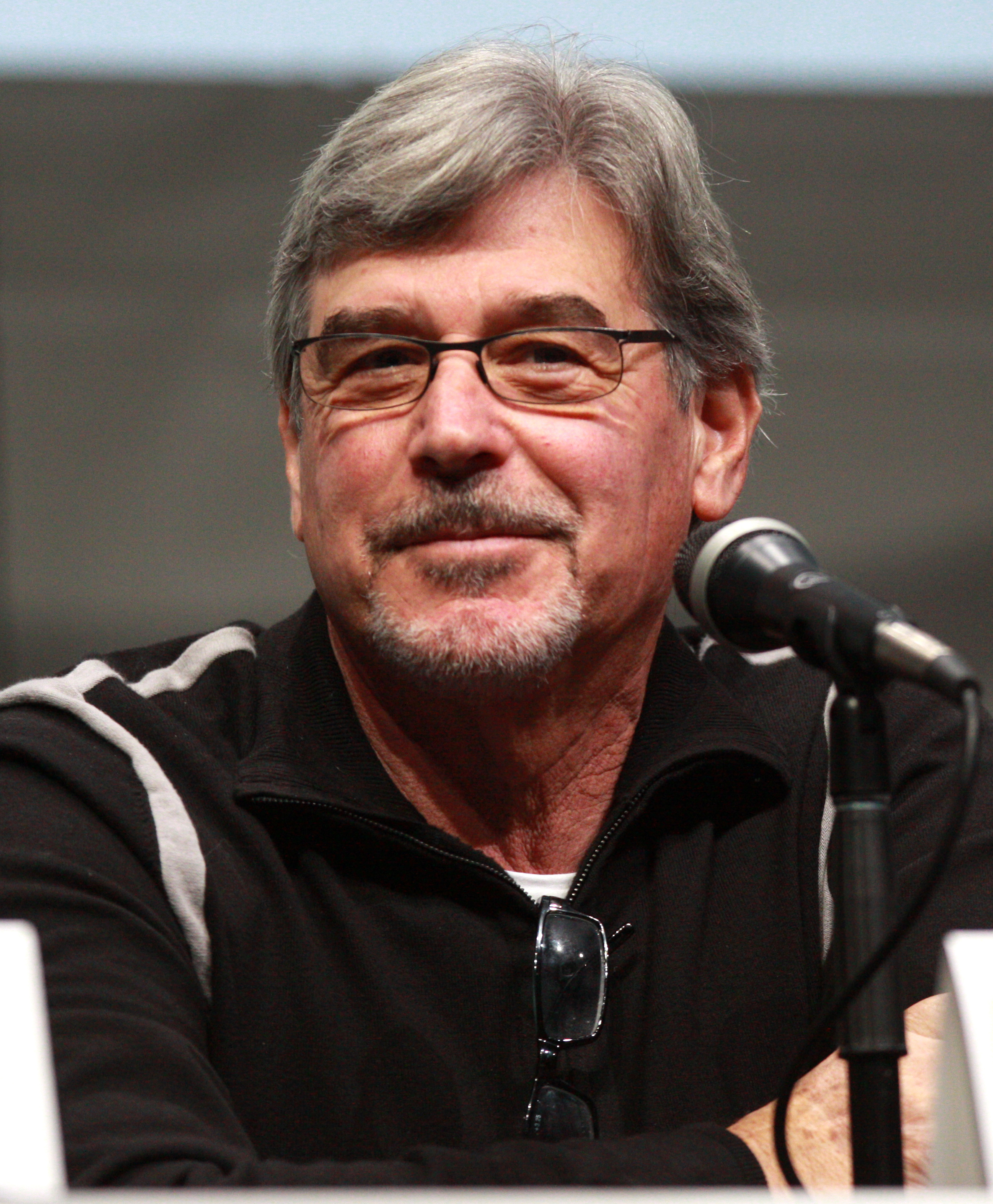

Robert Singer é um produtor de televisão, diretor e escritor americano. Ele é mais conhecido por seu trabalho em Supernatural, onde atua como produtor executivo, diretor e escritor ocasional. O personagem Bobby Singer foi nomeado por sua causa. Uma versão fictícia de Singer aparece no episódio The French Mistake, da sexta temporada, interpretado por Brian Doyle-Murray. Singer também criou a série Reasonable Doubts e já trabalhou como produtor e diretor em várias séries de televisão, incluindo Lois & Clark: The New Adventures of Superman. Ele também atuou como produtor dos filmes Cujo e Burnt Offerings.